# Municipio de Cool Spring
El municipio de Cool Spring (en inglés: Cool Spring Township) es un municipio ubicado en el  condado de Rutherford en el estado estadounidense de Carolina del Norte. En el año 2010 tenía una población de 14.804 habitantes.

## Geografía
El municipio de Cool Spring se encuentra ubicado en las coordenadas 35°19′55.44″N 81°52′0.37″O / 35.3320667, -81.8667694.